# Rozpoutané peklo
Rozpoutané peklo (v anglickém originále Dante’s Peak) je americký katastrofický film z roku 1997. Režisérem filmu je Roger Donaldson. Hlavní role ve filmu ztvárnili Pierce Brosnan, Linda Hamilton, Elizabeth Hoffman, Charles Hallahan a Jamie Renée Smith.

## Obsazení
| Pierce Brosnan    | Harry Dalton |
| Linda Hamilton    | Rachel Wando |
| Charles Hallahan  | Paul Dreyfus |
| Elizabeth Hoffman | babička Ruth |
| Jamie Renée Smith | Lauren Wando |
| Jeremy Foley      | Graham Wando |
| Grant Heslov      | Greg         |
| Tzi Ma            | Stan         |